# Hervormde kerk (Burgh)
De Hervormde kerk is een protestantse kerk van de Nederlandse Hervormde Kerk in Burgh in de provincie Zeeland.

## Geschiedenis
De eerste kerk in Burgh werd vermoedelijk al in de tiende eeuw gebouwd en was ooit gewijd aan de heilige Willibrord. Tot de Reformatie was de kerk rooms-katholiek. De kerk geraakte in verval en pas na de herkregen zelfstandigheid in 1661 werd de huidige kerk gebouwd.
Van 1576 tot 1661 deelde Burgh in combinatie met Haamstede een predikant. De samenwerking was geen succes omdat Haamstede in de tijd veel groter en kapitaalkrachtiger was. Onder leiding van Pieter de Huijbert, Ambachtsheer van Burgh en lid van de Raad van State, werd in de periode 1671-1678 een nieuwe kerk gebouwd. Een epitaaf van Pieter de Huijbert bevindt zich nog in de kerk.
Op 25 september 1924 ging de kerk en de toren in de vlammen op tijdens onachtzaamheid bij loodgieterswerkzaamheden toen een loodgieter tijdens de pauze zijn brander op het dak achterliet. De preekstoel, orgel en het volledige interieur gingen verloren.
De kerk werd in 1925 hersteld naar ontwerp van architect Hoogenboom en tijdens de Tweede Wereldoorlog werd op 5 januari 1945 de toren volledig verwoest na een precisiebombardement door een Engelse bommenwerper, gericht op de Duitse wachtpost die er gevestigd was. In 1948 werd de kerk en de toren opnieuw opgebouwd naar afbeeldingen van voor 1924.
Her gebrandschilderd raam uit 1676 dat in 1924 in de vlammen opging, werd 1991 gereconstrueerd.

## Beschrijving
De bakstenen kruiskerk is gebouwd in de vorm van een Grieks kruis met lagere zijarmen. Na de laatste opbouw in 1948 werden enkele details gewijzigd zoals de gootlijsten. Achter een schot in de zuiderarm is de consistoriekamer te vinden.
De kerktoren is een bakstenen westtoren, een restauratie van de toren die in de 17e eeuw gelijktijdig met de kerk gebouwd werd. Op de vooruitspringende omgang staat een achtkant met een open koepel en een achtkantige spits. De ingangspoort met beeldhouwwerk dateert uit 1948.
De door brand gehavende marmeren epitafen van Pieter de Huijbert (1697), David de Huijbert (1719) en Barbara van Willigen (1719) werden grondig gerestaureerd.

## Orgel
Het eerste orgel uit 1905 ging verloren bij de grote brand in september 1924. Het tweede orgel was een Dekker-orgel dat in 1911 in Goes gefabriceerd werd. Het werd na de brand aangekocht van de Christelijke Gereformeerde Kerk in Zierikzee. Dit tweede orgel ging echter verloren toen de kerktoren in 1945 gebombardeerd werd. Het derde orgel werd in 1794 gefabriceerd door de orgelbouwer Albertus van Gruisen uit Friesland. Dit orgel stond achtereenvolgens in de Hervormde kerk van Ee (bij Dokkum) en de Veenkerk in Klazienaveen-Noord waar het tijdens WOII zwaar beschadigd werd door granaatscherven. In 1951 werd dit eenklaviersorgel aangekocht door Burgh en gerestaureerd. In 1977 volgde nog een tweede restauratie door de firma Verschueren.

## Fotogalerij

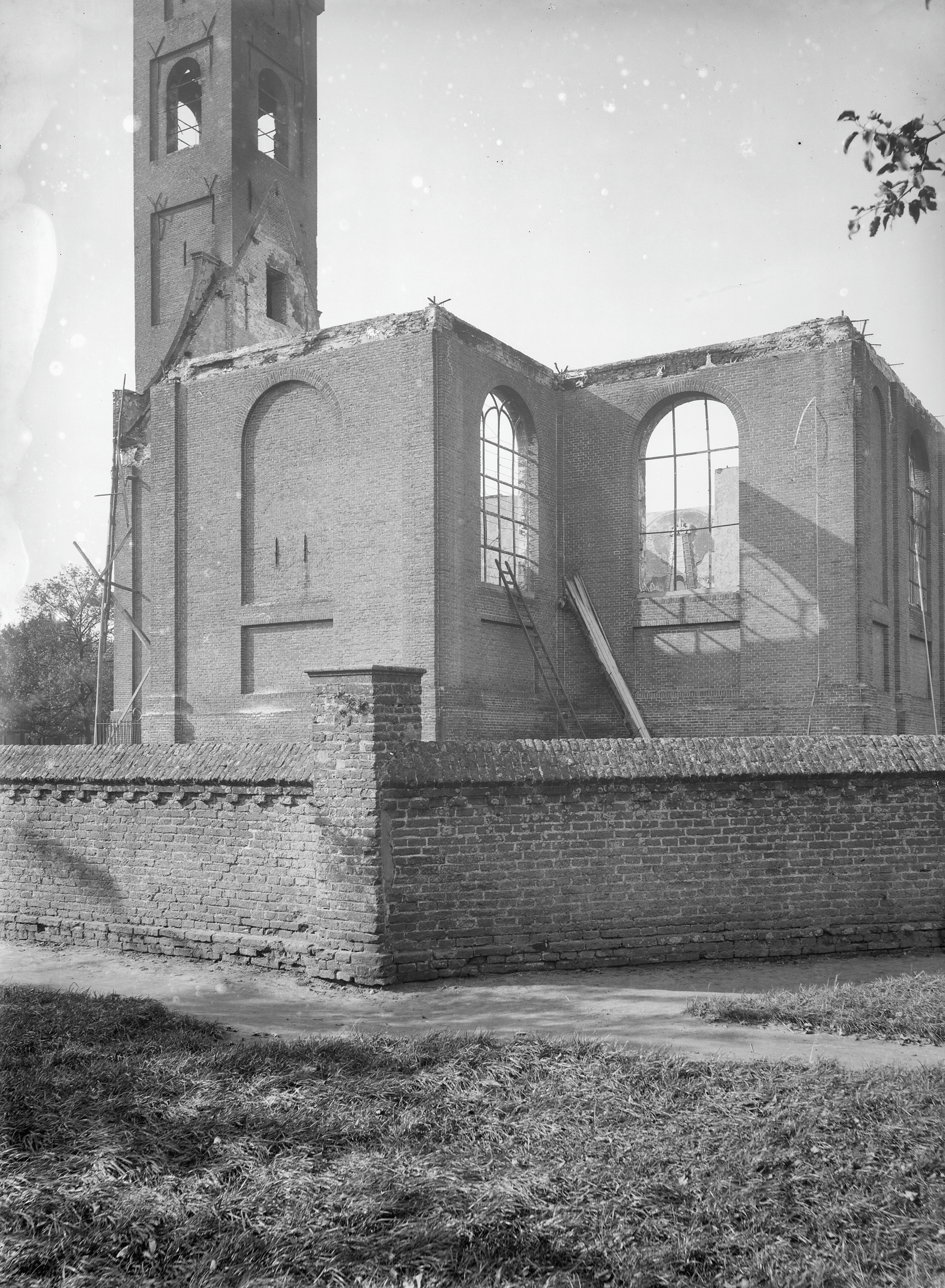
De kerk na de brand in 1924
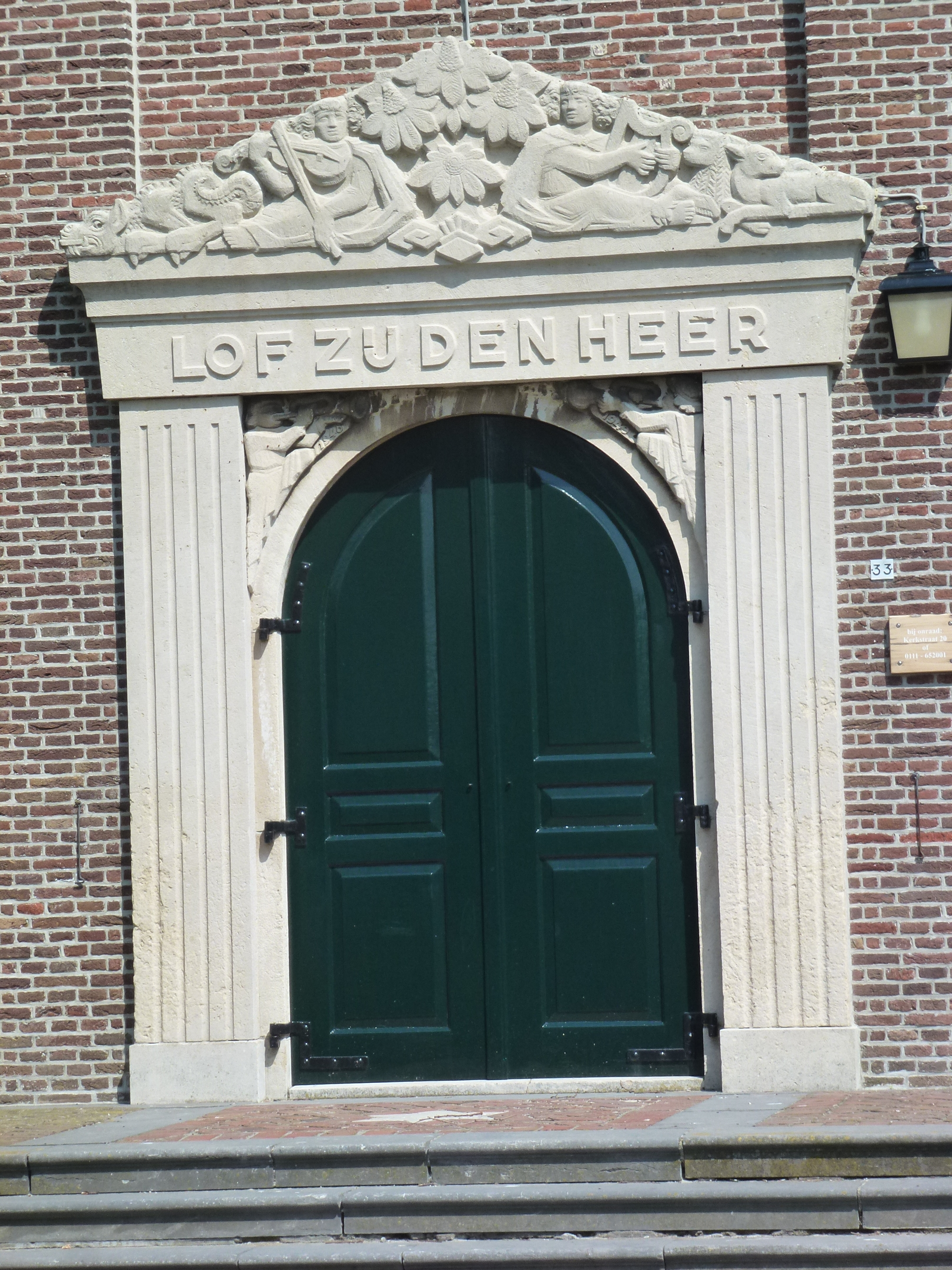
Detail ingangspoort
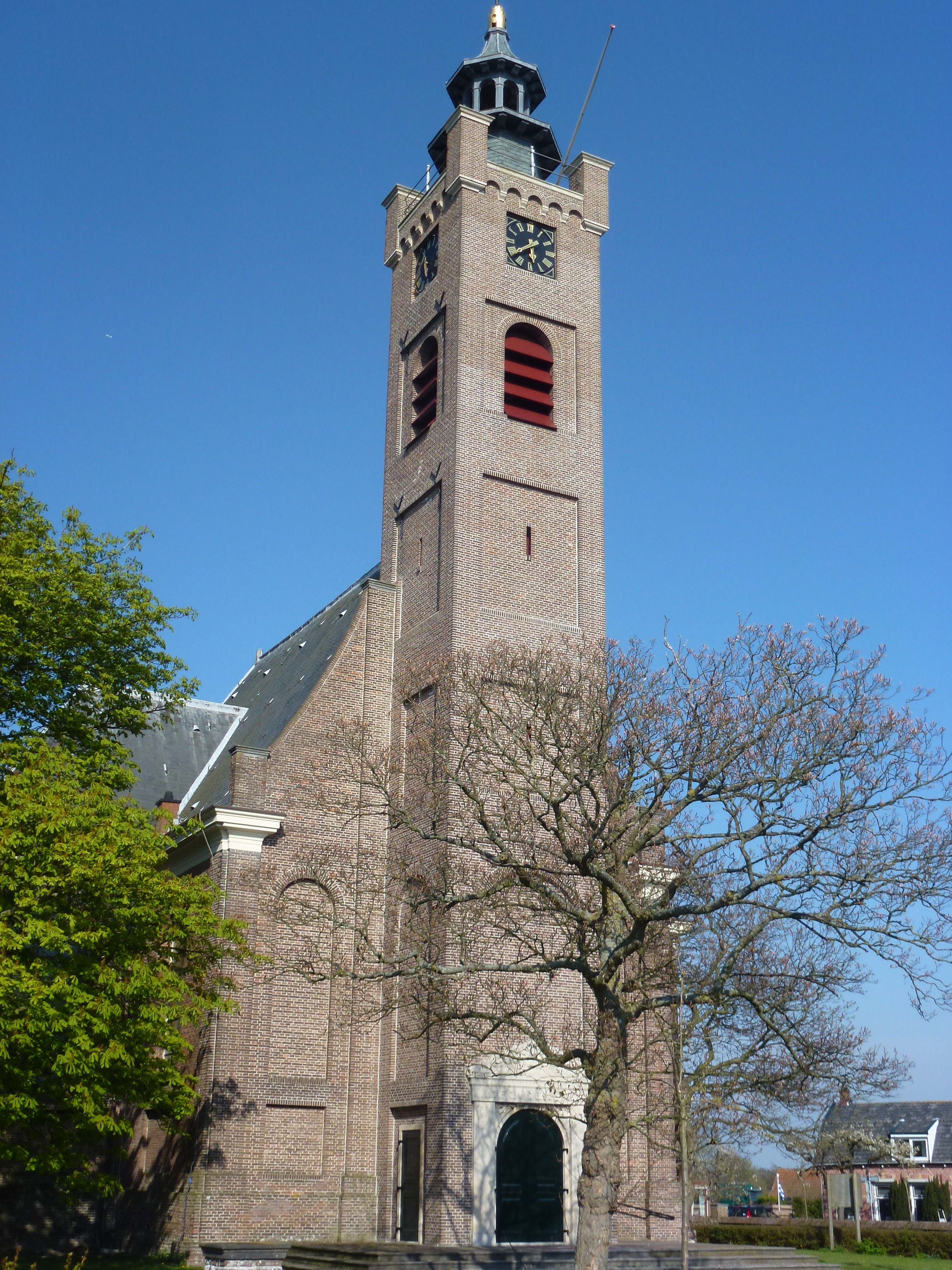
De kerktoren
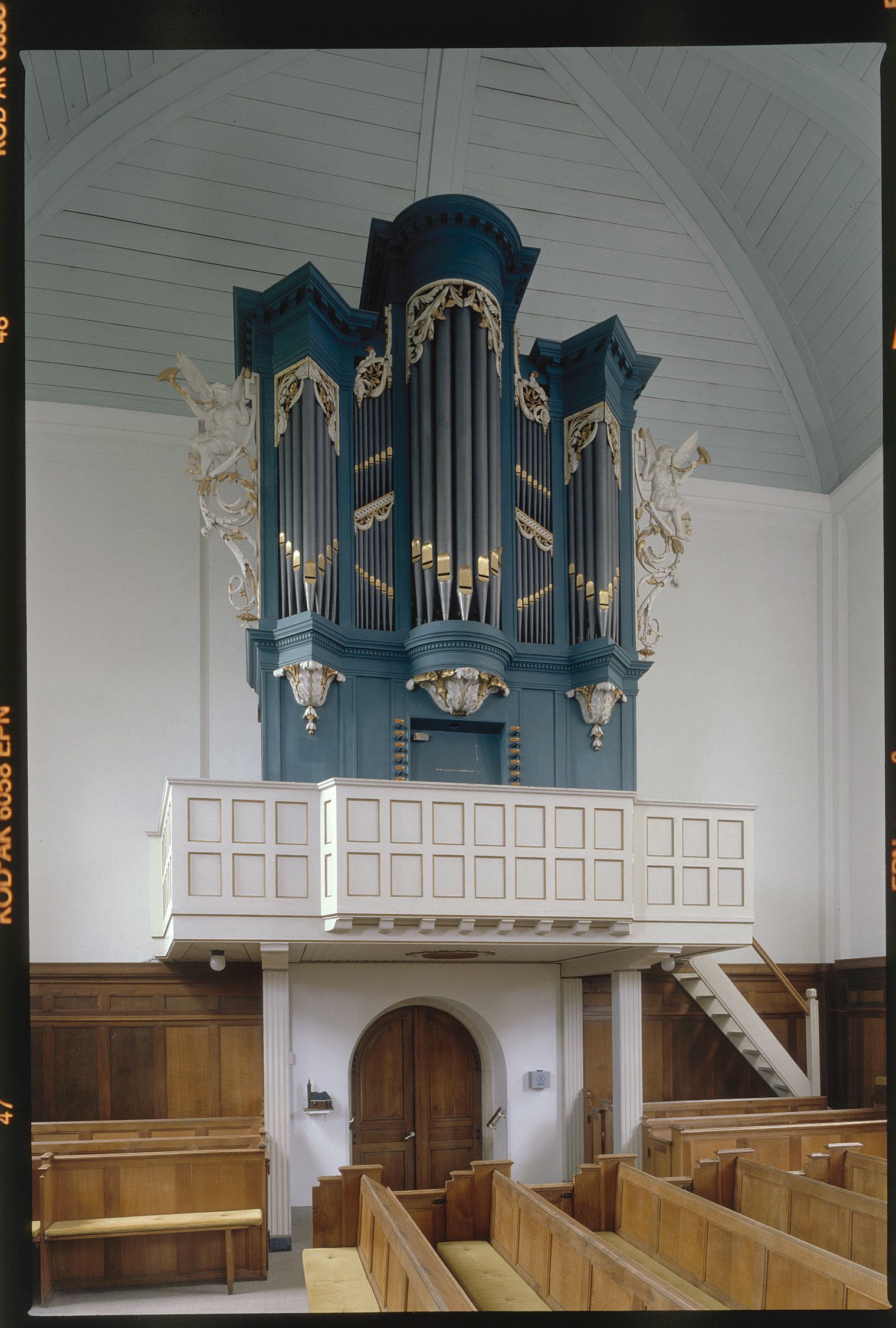
Het kerkorgel